# Fūma Kotarō
Fūma Kotarō (風魔 小太郎?   1511 – 1603) fue el nombre adoptado por el líder del clan Fuma de los ninja durante la era Sengoku de Japón. Según algunos registros, su nombre fue originalmente Kazama.
El clan tenía su sede en la prefectura de Kanagawa, que se especializa en guerra de guerrillas, escaramuzas a caballo y acciones navales de espionaje. Según algunas fuentes, la familia tiene sus raíces en el siglo X cuando fue Taira no Masakado en su revuelta contra el gobierno de Kyoto.
El uso del nombre comenzó con el primer líder (jonin) del clan. Cada líder posterior de la escuela adoptó el mismo nombre que su fundador, por lo que es difícil identificarlos por separado. Esta escuela estaba al servicio del clan Hojo de Odawara.
Fuma Kotaro fue el quinto y el más conocido de los líderes del clan Fuma. Nacido en la provincia de Sagami (actual Prefectura de Kanagawa) en fecha desconocida, se hizo famoso como el líder de una banda de 200 Rappa ("alteradores batalla"), dividido en cuatro grupos: bandoleros, piratas, ladrones y asesinos. 
Kotaro sirvió bajo Hojo Ujimasa y Ujinao Hojo. Su mayor logro llegó en 1580, cuando los ninjas Fuma infiltrados en secreto y atacado en la noche un campamento bajo el mando de Takeda Katsuyori, lograron causar un grave caos en el campo que dio lugar a una masa fratricida entre los enemigos desorientados. En 1590, Toyotomi Hideyoshi sitió el Castillo de Odawara, que finalmente cayó y el clan Hojo se vio obligado a rendirse. 
Una historia popular dice que en 1596 fue responsable de la muerte del famoso ninja Hattori Hanzo al servicio de Tokugawa Ieyasu, quien le siguió hasta un canal del Mar Interior donde Kotaro le atrajo, y donde una marea atrapó a los cañoneros Tokugawa. Los hombres de Kotaro habían vertido aceite en el canal y cuando Hattori Hanzo llegó al mismo, estos prendieron fuego al canal. 
Fuma Kotaro era el jefe de los ninjas Fuma y descendiente de uno de los más famosos ninjas del Japón (uno de los pocos que se menciona en fuentes históricas antiguas), Kotaro Fuma Nobuyuki, decapitado en 1603 por orden de Tokugawa Ieyasu luego de ser capturado por un ex ninja llamado Kosaka Jinnai.
Su sucesor fue Takeda Nobushige - segundo hijo del daimyo del período Sengoku Sanada Masayuki -, un gran guerrero respetado de su época y conocido como Sanada Yukimura.
Yukimura recibió varios títulos tales como el de “Héroe que sólo aparece una vez cada cien años”, “Demonio carmesí de la guerra” o “El guerrero número uno en Japón” a lo largo de su vida. Una leyenda cuenta de que Yukimura lideró a diez héroes durante el Asedio de Osaka llamados “Los Diez Valientes de Sanada” (Sanada Juyushi), los cuales eran un grupo de ninjas integrados por Sarutobi Sasuke, Kirigakure Saizō, Miyoshi Seikai, Miyoshi Isa, Anayama Kosuke, Unno Rokuro, Kakei Juzo, Nezu Jinpachi, Mochizuki Rokuro y Yuri Kamanosuke.
Tras su fallecimiento, el heredero del Fuma Ryu fue el Nobuyuki Ryu, supervisado por Sanada Nobuyuki. Sanada fue un samurai que en 1622 - a los 36 años - se convirtió en el "primer señor del clan Matsushiro" - luego de casarse con Komatsuhine, una princesa Tokugawa (que luego de la Batalla de Sekigahara, durante el exilio de Masayuki y Yukimura, se hizo cargo del envío de comida y otras necesidades diarias a los heridos. Murió en Konosu, Provincia de Musashi a los 47 años de edad).
De esta forma Sanada Nobuyuki se convirtió en "hijo en ley" del clan imperial, y su clan en un clan imperial. Sanada vivió hasta los 92 años de edad.
- Datos: Q1368291
- Multimedia: Fūma Kotarō / Q1368291